# گازل، کالیفرنیا
گازل (به انگلیسی: Gazelle) یک منطقهٔ مسکونی در ایالات متحده آمریکا است که در شهرستان سیسکیو، کالیفرنیا واقع شده‌است. گازل ۱٫۵۰۵ کیلومتر مربع مساحت و ۷۰ نفر جمعیت دارد و ۸۴۴ متر بالاتر از سطح دریا واقع شده‌است.